# ロニー・パタースン
ロニー・パタースン(Ronnie Patterson、本名不明、生年月日不明）は、1980年代にフィリピンで製作されたアクション映画の脇役として活動した俳優、スタントマン、特殊効果技師である。
クレジット名義は複数あり、『地獄の処刑人』(1984年/未/ビデオ)と特殊効果を担当した『野獣軍団/ファントム・レイダース』(1988年/未/ビデオ)ではロン・パタースン(Ron Patterson)、『コマンド・ファイター』(1985年/未/ビデオ)ではスペル違いのロニー・パタースン(Ronnie Paterson)、『ダーティ・プロフェッショナル』(1984年/未/ビデオ)と第2助監督を務めた『ファントム・ソルジャー』(1987年)ではマーティン・ケーシー(Martin Casey)とクレジットされた。

## 来歴

### 俳優としての特徴
1983年辺りからフィリピンでの俳優活動が確認され、香港系のシルヴァー・スター・フィルム社やシリオ・H・サンティアゴ監督作品を中心に出演した。当時から中年に達していたと思われ、リー・ヴァン・クリーフを彷彿とさせる長身で禿げ上がった容貌だった。傭兵や特殊部隊員、刑事などの脇役あるいは端役としての役どころが多く、時にはスタントマンも兼任した。米国のキャノン映画『地獄のヒーロー』(1984年)ではチャック・ノリス演じるブラドック大佐が記者会見する場面の報道カメラマンの一人として顔を見せるが、ぼけた画面映りの台詞もないエキストラだった。
暫くの間は端役が続いたが、ヴェトナムMIA物の異色作『戦場のニンジャ軍団』(1986年/未/ビデオ)のニンジャ軍団に指令を出すドクター・デス役、『アマゾネス刑事/死の標的』(1986年/未/ビデオ)のヴェトナム帰りの殺し屋役、ニック・ニコルスンと息の合う所を見せた『砂漠の戦士/テロ・ファイター』(1987年)の特殊部隊の教官役辺りから目立つ助演が見られる様になった。だが、1987年を境に出演が途切れてしまっている。

### アントニオ・マルゲリーティ作品に出演
イタリアのアントニオ・マルゲリーティ監督がアンソニー・M・ドースン名義で1980年代に『戦場の謝肉祭』（1980年/未/ビデオ）を皮切りにフィリピン・ロケでアクション映画を連作した。
パタースンはベトナム戦争物『トルネード』(1983年/未/ビデオ)ではMP、『狼どもの戦場(コマンドー軍団3)』(1984年/未/ビデオ/テレビ放映)、『ジャングル・レイダース/黄金のレジェンド』(1984年/未/ビデオ)、『コマンドー・レオパルド(コマンドー軍団2)』(1985年/未/ビデオ/テレビ放映)の3本では傭兵役で、どれもが台詞もロクにない端役で、クレジットはされなかった。マルゲリーティ作品での配役には癖があり、脇役や端役を何本もの作品で使い倒す点で、フィリピンのシリオ・H・サンティアゴ監督も同様である。

### スタッフとしての活動
1987年には出演はしなかったが、ベトナム戦争物『ファントム・ソルジャー』で第2助監督を務めた。翌1988年には南米の革命物でコーウィン・スペリーが主演した『ブレイジング・ガン/革命前夜』(未/ビデオ)では特殊効果としてクレジットされている。共にテディー・チウがアーヴィン・ジョンスン名義で監督している。また、マイルズ・オキーフ主演の『野獣軍団/ファントム・レイダース』(1988年/未/ビデオ)でも特殊効果を担当し、ロン・パタースン名義でクレジットされた。

### フィルモグラフィ
1983年
・『地獄の報酬/ベトナム捕虜救出作戦』(未/ビデオ)
・『マッド・ドッグ2』(未ソフト化)(クレジットなし)
・『復讐！炎のコマンド』(未/ビデオ)
・『トルネード』(未/ビデオ)(クレジットなし)
1984年
・『明日なき最前線/スラッシュ』(未/ビデオ)
・『ダーティ・プロフェッショナル』(未/ビデオ)
・『ニンジャ・フォース』(未/ビデオ)(クレジットなし)
・『ファイナル・ミッション』(未/ビデオ)(クレジットなし)
・『地獄のヒーロー』（テレビ放映＝北陸朝日放送1992年、北日本放送・土曜映画劇場枠1992年）(クレジットなし)
・『狼どもの戦場(コマンドー軍団3)』(未/ビデオ/テレビ放映)(クレジットなし)
・『ジャングル・レイダース/黄金のレジェンド』(未/ビデオ)(クレジットなし)
・『地獄の処刑人』(未/ビデオ)
1985年
・『コマンドー・レオパルド(コマンドー軍団2)』(未/ビデオ/テレビ放映)(クレジットなし)
・『黙示録の勇者たち』(未ソフト化)
・『コマンド・ファイター』(未/ビデオ)
1986年
・『ローンウルフ/怒りの戦場』(未/ビデオ)
・『炸裂！復讐のヒーロー』(未/ビデオ)
・『復讐部隊』(未ソフト化)
・『アマゾネス刑事/死の標的』(未/ビデオ)
・『戦場のニンジャ軍団』(未/ビデオ)
・『バトル・ウォーズ』(未/ビデオ/テレビ放映＝北陸放送・名画招待席枠1992年)
1987年
・『インカ帝国の謎』
・『彼女がトカゲに喰われたら』(未/ビデオ)
・『コマンドー者』(未/ビデオ)
・『地獄からの復讐/コマンドー・ウルフ』
・『砂漠の戦士/テロ・ファイター』（テレビ放映＝日本テレビ）
・『ザ・コマンダー/死からの脱出』(クレジットなし)
・『ダブル・ターゲット』(未/ビデオ)(クレジットなし)
・『ジャングル・ラッツ』(未/ビデオ)
・『アイ・オブ・ザ・イーグル』（未/ビデオ）（クレジットなし）